# Мило Краљ
Мило Краљ (Бар, 18. септембар 1933 - Подгорица, 24. октобар 2007) био је југословенски и црногорски песник, новинар, публициста и члан Удружења књижевника Црне Горе.

## Биографија
Мило Краљ је рођен 18. септембра 1933. у Бару, од оца Марка и мајке Марине.  У родном граду је 1950. године завршио средњу школу. Као новинар је радио у „Омладинском покрету“ (1950 - 1953) и „Побједи“ (1953 - 1963). Био је уредник „Праксе“, а потом главни и одговорни уредник „Побједе“ (1970 - 1974).
Радио је као коментатор у „Борби“ (1974 - 1980), а у периоду од 1980. до 1988. је био саветник у Скупштини Црне Горе.
Главни и одговорни уредник књижевног часописа „Стварање“ је био до пензионисања (1989 - 1991). Добитник је две Тринаестојулске награде за књижевност, Награде ослобођења Подгорице, Награде ослобођења Бара, Награде Удружења књижевника Црне Горе и награде  „Ристо Ратковић“.
Стварао је поезију снажне имагинације и његовао различите стваралачке поступке, понекад међусобно веома удаљене.Аутор је бројних књига поезије - "Маслињак у короти" , "Крај мора нас чека заборављени Христ" , "Рам за слику" и друге. За Мила Краља највише се у критици истицало да је његова поезија завичајна и да је Мило Краљ завичајни песник. Један значајан круг поезије Мила Краља могао би се именовати као песме о ишчезавању прошлости, па донекле и ишчезавању садашњости, било да се ради о конкретном свету песниковог завичаја, било о настајућим сликама одређених духовних стања која тону у заборав. Овом круг близак је и онај који бисмо могли назвати пјесмама о старим стварима или, како то сам песник каже - "Плач старих ствари".
Бавио се и књижевном критиком и публицистиком. Приредио је за штампу избор из дела Марка Миљанова, Мирка Бањевића и Николе Лопичића. Био је члан Удружења књижевника Црне Горе.

### Приватни живот
Са супругом Зорком имао је двоје деце, сина Будислава, новинара,публицисту и уредника култне емисије "Културна панорама" на РТЦГ и ћерку Светлану. Умро је 24. октобра 2007. године у Подгорици, у 75. години.